# FC Luzern
Az FC Luzern, teljes nevén Fussballclub Luzern egy svájci labdarúgócsapat. A klubot 1901-ben alapították, jelenleg az első osztályban szerepel.

## Története
A klubot 1901-ben alapították, az első komolyabb sikerre azonban egészen 1960-ig kellett várni, ekkor a Luzern kupagyőztes lett. 1989-ben még nagyobb siker következett, ekkor a csapat megszerezte első és máig egyetlen bajnoki címét. 1992-ben az FCL ismét kupagyőzelmet ünnepelhetett.
2006. május 30-án a Luzern és a brazil válogatott felkészülési mérkőzést játszott egymással, a brazilok világbajnoki felkészülésének jegyében. A végeredmény 8–0-s brazil győzelem lett. [forrás?]
A 2010-11-es szezonban 13 év után játszhatnak újra nemzetközi kupamérkőzést Luzernben, ugyanis bajnoki negyedik helyezésével a Luzern az Európa-ligába kvalifikálta magát.

## Sikerek
Swiss Super League
- Bajnok (1): 1988–89
- Ezüstérmes (1): 1921–22
- Bronzérmes (3): 1985–86, 2015–16, 2017–18

Svájci Kupa
- Győztes (3): 1959–60, 1991–92, 2020–21
- Döntős (4): 1996–97, 2004–05, 2006–07, 2011–12

## Játékoskeret
2023. január 23. szerint.
| #  |     | Poszt | Név                                                        |
| -- | --- | ----- | ---------------------------------------------------------- |
| 1  | GER | K     | Marius Müller                                              |
| 2  | TUN | V     | Mohamed Dräger (kölcsönben a Nottingham Forest csapatától) |
| 5  | SUI | V     | Denis Simani                                               |
| 6  | SUI | KP    | Ardon Jashari                                              |
| 7  | GER | KP    | Max Meyer                                                  |
| 9  | SRB | CS    | Dejan Sorgić                                               |
| 10 | SUI | KP    | Samuele Campo                                              |
| 11 | SUI | KP    | Pascal Schürpf                                             |
| 13 | CZE | V     | Martin Frýdek                                              |
| 15 | MLI | KP    | Mamady Diambou (kölcsönben a Red Bull Salzburg csapatától) |
| 16 | SVK | KP    | Jakub Kadák                                                |
| 17 | TOG | CS    | Thibault Klidjé                                            |
| 18 | SUI | KP    | Nicky Beloko                                               |
| 19 | URU | CS    | Joaquín Ardaiz                                             |
| 20 | GER | V     | Pius Dorn                                                  |

| #  |     | Poszt | Név                                                     |
| -- | --- | ----- | ------------------------------------------------------- |
| 21 | POR | CS    | Asumah Abubakar                                         |
| 22 | SUI | CS    | Nando Toggenburger                                      |
| 24 | SUI | V     | Thoma Monney                                            |
| 30 | KOS | V     | Ismajl Beka                                             |
| 31 | KOS | KP    | Lorik Emini                                             |
| 33 | SUI | V     | Leny Meyer                                              |
| 38 | SUI | K     | Pascal Loretz                                           |
| 41 | SUI | KP    | Noah Rupp                                               |
| 46 | SUI | V     | Marco Burch                                             |
| 69 | FRA | KP    | Sofyan Chader                                           |
| 71 | SUI | V     | Luca Jaquez                                             |
| 74 | SUI | V     | Severin Ottiger                                         |
| 77 | SWE | CS    | Benjamin Mbunga Kimpioka (kölcsönben az AIK csapatától) |
| 90 | SRB | K     | Vaso Vasić                                              |

## Nemzetközi kupamérkőzések
| Szezon  | Kupa        | Kör             | Ország | Klub                | Odavágó | Visszavágó | Összesítés |
| ------- | ----------- | --------------- | ------ | ------------------- | ------- | ---------- | ---------- |
| 1960/61 | KEK         | Negyeddöntő     | ITA    | ACF Fiorentina      | 0:3     | 2:6        | 2:9        |
| 1986/87 | UEFA-kupa   | 1. kör          | SZU    | FK Szpartak Moszkva | 0:0     | 0:1        | 0:1        |
| 1989/90 | BEK         | 1. kör          | NED    | PSV Eindhoven       | 0:3     | 0:2        | 0:5        |
| 1990/91 | UEFA-kupa   | 1. kör          | HUN    | MTK Hungária        | 1:1     | 1:2        | 2:3        |
| 1990/91 | UEFA-kupa   | 2. kör          | AUT    | Admira Wacker       | 0:1     | 1:1        | 1:2        |
| 1992/93 | KEK         | 1. kör          | BUL    | Levszki Szófia      | 1:2     | 1:0        | 2:2        |
| 1992/93 | KEK         | 2. kör          | NED    | Feyenoord           | 1:0     | 1:4        | 2:4        |
| 1997/98 | KEK         | 1. kör          | CZE    | Slavia Praha        | 2:4     | 0:2        | 2:6        |
| 2010/11 | Európa-liga | 3. selejtezőkör |        |                     |         |            |            |

## Ismertebb játékosok
- Ottmar Hitzfeld (1980–1983)
- David Fairclough (1984–85)
- Andy Halter (1985–1988)
- Jürgen Mohr (1986–1989)
- Adrian Knup (1989–1992)
- Semir Tuce (1989–1995)
- Stefan Wolf (1990–1997)
- René van Eck (1990–1998)
- Kurniawan Dwi Yulianto (1994–1995)
- Ivan Knez (1994–1999)
- Petar Aleksandrov (1995–1998)
- Ludwig Kögl (1996–1999)
- Remo Meyer (1997–2002)
- George Koumantarakis (1998–1999)
- Alexander Frei (1999–2000)
- Blaise Nkufo (2000)
- Christophe Ohrel (2000–2001)
- Kubilay Türkyilmaz (1999–2001)
- Christoph Spycher (1999–2001)
- Nestor Subiat (2001)
- Francisco Arrué (2002)
- Ike Shorunmu (2002)
- Pirmin Schwegler (2003–2005)
- Christian Schwegler (2003–2005)
- Lucien Mettomo (2006–2007)
- Otavio Braga (1996)
- Ratinho (2004–2007)
- Mario Cantaluppi (2006–2007)
- Regillio Nooitmeer
- Agent Sawu (1994–1998)
- Gocha Jamarauli (2002)
- Ike Shorunmu (2001–2002)
- Sigurður Grétarsson (1985–1990)

## Ismertebb vezetőedzők
- Rolf Fringer (2008-)
- Roberto Morinini (2008)
- Jean-Daniel Gross (2008)
- Ciriaco Sforza (2006–2008)
- Friedel Rausch (2004–2006)
- René van Eck (2003–2006)
- Urs Schönenberger (2003)
- Bidu Zaugg (2002–2003)
- Jörn Andersen (2001–2003)
- Raimondo Ponte (2001)
- Andy Egli (1998–2001)
- Egon Coordes (1998)
- Timo Konietzka (1993–1994)
- Bicskei Bertalan (1992–1993)
- Friedel Rausch (1985–1992)